# Ariella Azoulay
Ariella Aïcha Azoulay est une théoricienne de la photographie, essayiste et cinéaste française et israélienne, née en 1962 à Tel Aviv d'un père originaire d'Algérie et d'une mère née en Palestine, issue d'une famille juive séfarade venue de Bulgarie et de Grèce. Elle enseigne d'abord  la culture visuelle et la philosophie contemporaine à l'Université de Bar Ilan en Israël puis devient titulaire d'une chaire à Brown University aux États-Unis.

## Milieu familial
Le père d'Ariella Azoulay, Roger Azoulay, né à Oran en Algérie en 1923, est interné sous le régime de Vichy dans le camp de Bedeau entre 1941 et 1943. Après le débarquement anglo-américain au Maroc et en Algérie le 8 novembre 1942, il sert comme soldat et technicien de radio dans la Division d'infanterie algérienne qui contribue à la libération de la Tunisie et de l'Italie ; il y reçoit plusieurs décorations. Il émigre en Israël en 1949. D'après S. Slyomovics, Ariella Azoulay a choisi d'assumer une identité juive orientale que son père, se revendiquant comme français d'Algérie, avait voulu occulter.
À la mort de son père, Ariella Azoulay apprend que sa grand-mère paternelle s'appelait Aïsha et décide d'adopter ce prénom.

## Recherche
À travers ses recherches, Ariella Azoulay explore la « question des rapports de pouvoir en œuvre dans le choix, la fabrication et la circulation des images contemporaines ».
« Des photographies d'archives, captures d'événements concomitants de la création d'Israël, constituent la matrice de sa recherche. Ariella Azoulay construit une « Histoire potentielle » reliant Palestiniens et Israéliens, contestant l'historiographie officielle d'un conflit inévitable entre les deux peuples ».
L. Silberstein situe la remise en question des postulats du sionisme opérée par Ariella Azoulay dans la lignée des travaux du sociologue Baruch Kimmerling notamment. Comme d'autres auteurs postsionistes, Azoulay met en lumière les effets d'exclusion produits par le discours sioniste.
À l'occasion d'une exposition de photos d'archives israéliennes, en 2013, Ariella Azoulay déclare : « Je veux contribuer à créer les conditions du pardon, je ne veux pas être dans le camp du bourreau ».
L'approche de la culture visuelle (visual culture) par Ariella Azoulay rejette le cloisonnement entre des disciplines comme l'histoire, l'histoire de l'art et la science politique. Pour elle, l'image n'est pas un simple adjuvant du texte historique ; au contraire, l'image est un document historique en soi. L'image a cette capacité de révéler ce que les textes taisent. Ainsi, Ariella Azoulay fait parler les images en les resituant dans leur contexte de production et de diffusion, pour éclairer les concepts  de citoyenneté, de souveraineté ou encore de violence.

## Prise de position
En 2021, elle critique le rapport de Benjamin Stora sur le colonialisme français en Algérie qui occulte selon elle les crimes coloniaux français ; elle considère comme criminelle en particulier la « destruction des cultures juives au Maghreb » qui a suivi le décret Crémieux, ce décret ayant eu pour effet de séparer les juifs algériens de leurs compatriotes non-juifs, en leur imposant la nationalité française. De plus, elle reproche à Benjamin Stora une présentation simplificatrice des communautés juives du Maghreb, qui en efface la diversité,. Ariella Azoulay affirme que son rapport perpétue un récit historique colonialiste ; elle remet en question le choix de Benjamin Stora, en tant que chercheur juif sélectionné par le gouvernement. Elle plaide en faveur d'un examen plus complet des crimes coloniaux et de leurs conséquences à long terme, contestant le récit présenté dans le rapport officiel[source secondaire nécessaire].

## Carrière universitaire
Ariella Azoulay enseigne à l'université Bar-Ilan en Israël, qui refuse de la titulariser, pour des raisons politiques selon Haaretz et +972 Magazine. Elle devient ensuite professeure à l'université Brown aux États-Unis.

## Publications
(septembre 2024).
- Death’s Showcase : The Power of Image in Contemporary Democracy, Cambridge and London, MIT Press, 2001 - Gagnante du prix "The Affinity Award, ICP.
- Ariella Azoulay et Adi Ophir, Mauvais jours, entre désastre et utopie (en hébreu), Resling, 2002.
- Once Upon A Time: Photography following Walter Benjamin (Bar Ilan University Press, 2006, en hébreu)
- Ariella Azoulay et Adi Ophir, The One State Condition: Occupation and Democracy in Israel/Palestine, Stanford University Press, 2012, traduit de l'hébreu (2008) ; compte rendu en français en ligne ;  titre de l'ouvrage original traduit en français : Ce régime qui n’en est pas un : occupation et démocratie entre la mer et la rivière, Tel-Aviv, Resling, 2008.
- The Civil Contract of Photography (2007), traduit de l'hébreu par Rela Mazali et Ruvik Danieli, Zone Books, 2008.
- «Constituting Violence 1947-1950, A visual genealogy of a regime», 2009[18]
- From Palestine to Israel: A Photographic Record of Destruction and State Formation, 1947-1950, (traduit de l'hébreu ; Pluto Press, 2011).
- Azoulay Ariella, Ophir Adi, « Le sionisme, l'État d'Israël et le régime israélien », Cités, 2011/3 (no 47-48), p. 67-82. DOI : 10.3917/cite.047.0067. URL : https://www.cairn.info/revue-cites-2011-3-page-67.htm
- «Un état d'urgence civile», Artforum, décembre 2011, traduction en français en ligne
- Civil Imagination : The Political Ontology of Photography, London, Verso, 2012 , compte rendu en français en ligne (traduit de l'hébreu par Louise Bethlehem ; traduit en italien par K. McManus en 2018, aux éd. Posmedia Books sous le titre : Civil imagination. Ontologia politica della fotografia) ; compte rendu en anglais en ligne J.J. Barnes.
- Aïm Deüelle Lüski and Horizontal Photography, Leuven University Press and Cornell University Press, 2013, (Aïm Deüelle Lüski est un photographe israélien) [.https://hal.univ-rennes2.fr/hal-01630110/document compte rendu en français en ligne]
- La résistance des bijoux : contre les géographies coloniales, Sète, Ròt-bò-Krik, 2023, 232 p. (BNF 47253216)
- The Jewelers of the Ummah: A Potential History of the Jewish Muslim World  (trad. Jean Baptiste Naudy), London, Verso, 2024, 656 p.

## Filmographie
Ariella Azoulay a réalisé plusieurs films documentaires : 
- Civil Alliances, Palestine, 47-48 (« Le pacte civil, Palestine, 47-48 »), 2012
- I Also Dwell Among Your Own People: Conversations with Azmi Bishara, 2004
- The Food Chain (« La chaîne alimentaire »), 2004
- Sign from Heaven (« Un signe du ciel »), 1999. Ce film donne à voir trois épisodes récents de violence : l'assassinat de Yitzhak Rabin par Igal Amir, le meurtre de Yehuda par sa femme Carmela Bouhbout ; et l'élimination de Yahia Ayache dit « l'ingénieur » par les forces de sécurité israéliennes[19]

## Expositions

### Comme artiste
- « Different Ways Not to Say Deportation: Unshowable Photographs », Palais de Tokyo, Triennale 2012[20].
- « Potential History », [Histoire potentielle], installation, 2012[19].

### Comme commissaire d'exposition
Ariella Azoulay a organisé comme curatrice plusieurs expositions centrées sur des images d'archives :
- « Everything Could Be Seen » (Um El Fahem Gallery of Art, 2004)[21]
- « Architecture of Destruction » (Zokhrot, Tel Aviv, 2008)
- « Untaken Photographs » (The Moderna Galerija, Ljubljana ; Zokhrot, Tel Aviv, 2010)
- « Potential History » (Stuk / Artefact, Louvain, 2012)
- « When The Body Politic Ceases To Be An Idea » (MOBY, 2013)
- « The Body Politic » (Reina Sofia, Madrid)
- « The Natural History of Rape» (Pembroke Hall, université Brown)
- « Enough! The Natural Violence of the New World Order » (F/Stop festival, Leipzig, 2016)
- « Act of State 1967-2007 » (Centre Pompidou, 2016)